# Liste der Biografien/Sien
Liste der Biografien |
Portal Biografien |
Personensuche
# |
A |
B |
C |
D |
E |
F |
G |
H |
I |
J |
K |
L |
M |
N |
O |
P |
Q |
R |
S |
T |
U |
V |
W |
X |
Y |
Z |
?
 
Sa |
Sb |
Sc |
Sd |
Se |
Sf |
Sg |
Sh |
Si |
Sj |
Sk |
Sl |
Sm |
Sn |
So |
Sp |
Sq |
Sr |
Ss |
St |
Su |
Sv |
Sw |
Sy |
Sz
 
Sia |
Sib |
Sic |
Sid |
Sie |
Sif |
Sig |
Sih |
Sii |
Sij |
Sik |
Sil |
Sim |
Sin |
Sio |
Sip |
Siq |
Sir |
Sis |
Sit |
Siu |
Siv |
Siw |
Six |
Siy |
Siz
 
Sieb |
Siec |
Sied |
Sief |
Sieg |
Sieh |
Siek |
Siel |
Siem |
Sien |
Siep |
Sier |
Sies |
Siet |
Sieu |
Siev |
Siew |
Siey
Die Liste der Biografien führt alle Personen auf, die in der deutschsprachigen Wikipedia einen Artikel haben. Dieses ist eine Teilliste mit 24 Einträgen von Personen, deren Namen mit den Buchstaben „Sien“ beginnt.

## Sien

### Siena
- Siena, Barna da, italienischer Maler
- Siena, Eugenio (1905–1938), italienischer Automobilrennfahrer
- Siena, Pasquale de (1840–1920), italienischer römisch-katholischer Geistlicher, Weihbischof in Neapel

### Sienc
- Sienczak, Lara (* 1993), deutsche Schauspielerin

### Siene
- Sieneke (* 1992), niederländische Sängerin
- Sienen, Jacob Albrecht von (1724–1800), deutscher Bürgermeister
- Sienen, Jakob Albrecht von (1768–1837), deutscher Jurist und Beamter
- Sienerth, Stefan (* 1948), deutscher Literaturwissenschaftler

### Sienh
- Sienholz, Otto (1907–1974), deutscher Fußballspieler
- Sienholz, Werner (* 1910), deutscher Fußballspieler

### Sieni
- Sieniawska, Elżbieta Helena († 1729), Zofe der polnischen Königin
- Sieniawski, Adam Mikołaj (1666–1726), polnischer Adeliger, Beamter im Staatsdienst und Feldherr
- Sieniawski, Mikołaj Hieronim (1645–1683), polnischer Adliger, Militärführer, Marschall am Gerichtshof, Sejim-Marschall
- Sienicki, Ludwik (1677–1755), polnischer Offizier und Forschungsreisender

### Sienk
- Sienkiewicz, Bartłomiej (* 1961), polnischer Politiker (Platforma Obywatelska)
- Sienkiewicz, Bill (* 1958), US-amerikanischer Comiczeichner und -maler und Illustrator
- Sienkiewicz, Henryk (1846–1916), polnischer Schriftsteller und Nobelpreisträger für Literatur 1905Henryk Sienkiewicz (1846–1916)

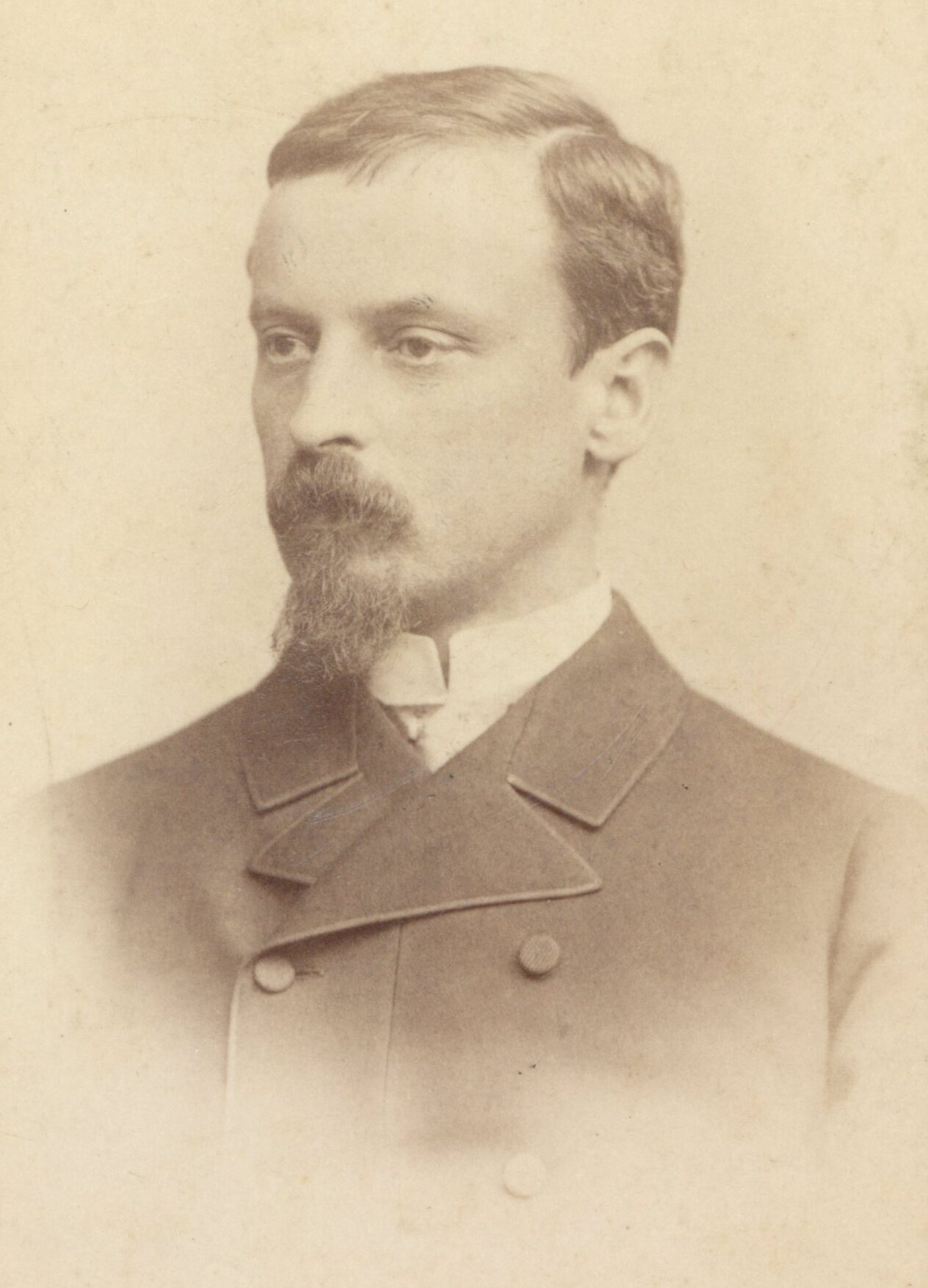
Henryk Sienkiewicz (1846–1916)

- Sienkiewicz, Jacek (* 1976), polnischer DJ, Live-Act und Produzent in der elektronischen Musikszene
- Sienkiewicz, Jan (* 1956), litauischer Politiker, Mitglied des Seimas
- Sienkiewicz, Kuba (* 1961), polnischer Rockmusiker, Singer-Songwriter, Komponist, Autor und Neurologe
- Sienkiewicz, Marzena (* 1975), polnische Journalistin und Wettermoderatorin
- Sienknecht, Helmut (1935–2020), deutscher Pädagoge, Professor für Schulpädagogik

### Sienn
- Sienna, Jakub z (1413–1480), Erzbischof

### Sienr
- Sienra, Félix (1916–2023), uruguayischer Segler